# Synoicum ostentor
Synoicum ostentor är en sjöpungsart som beskrevs av Monniot 1983. Synoicum ostentor ingår i släktet Synoicum och familjen klumpsjöpungar.
Artens utbredningsområde är Södra Ishavet. Inga underarter finns listade i Catalogue of Life.